# جزيرة ماراباتوا
جزيرة ماراباتوا وهي جزيرة من جزر إندونيسيا، وتتبع إقليم كليمنتان الجنوبية في إندونيسيا.